# Quentin L. Cook
Quentin LaMar Cook (Logan, Utah 8 de setembro de 1940) é um religioso estadunidense, um dos membros do Quórum dos Doze Apóstolos de A Igreja de Jesus Cristo dos Santos dos Últimos Dias. Atualmente, é o décimo-terceiro apóstolo mais antigo por data de ordenação.

## Biografia
Nascido em (Logan, Utah 8 de setembro de 1940), era o segundo dos três filhos de Bernice Kimball e J. Vernon Cook. Neto de David Patten Kimball e bisneto do Apóstolo SUD Heber C. Kimball..
Entre 1960 e 1962, serviu como missionário mórmon na Inglaterra, onde ele e Jeffrey R. Holland foi um de seus companheiros de missão. Após o seu retorno, casou-se com sua paixão de tempos escolares, Mary Gaddie, no Templo de Logan, Utah, em novembro de 1962. Depois se formou, em 1963, na Universidade do Estado de Utah em ciências políticas e em 1966 em Direito na Universidade Stanford, Califórnia.
Morando em Killsborough, Califórnia, onde teve seus três filhos, trabalhou 27 anos em uma corporação jurídica do qual se tornara mais tarde sócio-gerente. Foi por três anos presidente do Sistema de Saúde da Califórnia e por 14 anos trabalhou como voluntário como consultor jurídico municipal.

## Serviço na Igreja
Élder Quentin L. Cook serviu como Conselheiro na presidência da Estaca Pacífico, São Francisco; Representante Regional do Quórum dos Doze Apóstolos; membro do Quórum dos Setenta designado para a Área "North American West", e Diretor Exacutivo do Departamento Missionário durante seu serviço como autoridade geral.
Foi chamado para o Segundo Quórum dos Setenta em 6 de abril de 1996, e para o Primeiro Quórum dos Setenta em 5 de abril de 1998, e para Presidência do Quórum dos Setenta em 1º de Agosto de 2007.
Com a vaga no Quórum dos Doze Apóstolos surgida devido ao chamado de Henry B. Eyring à Primeira Presidência, Cook foi apoiado como Apóstolo em 6 de outubro de 2007.

## Relacionamento com a família de seus pais
Ao falar de seu pai (Vernon Cook) diz ser grato por ele. Ao falar da mãe, Bernice, lembra que ela "amava ao Salvador". Tinha um irmão e uma irmã, e também sente-se grato pelo apoio deles duante sua vida. Élder Cook serviu missão na Grã-Bretanha e teve grande infulência dos seus presidentes de missão, principálmente o Élder Marion D. Hanks.